# Frühstückspavillon

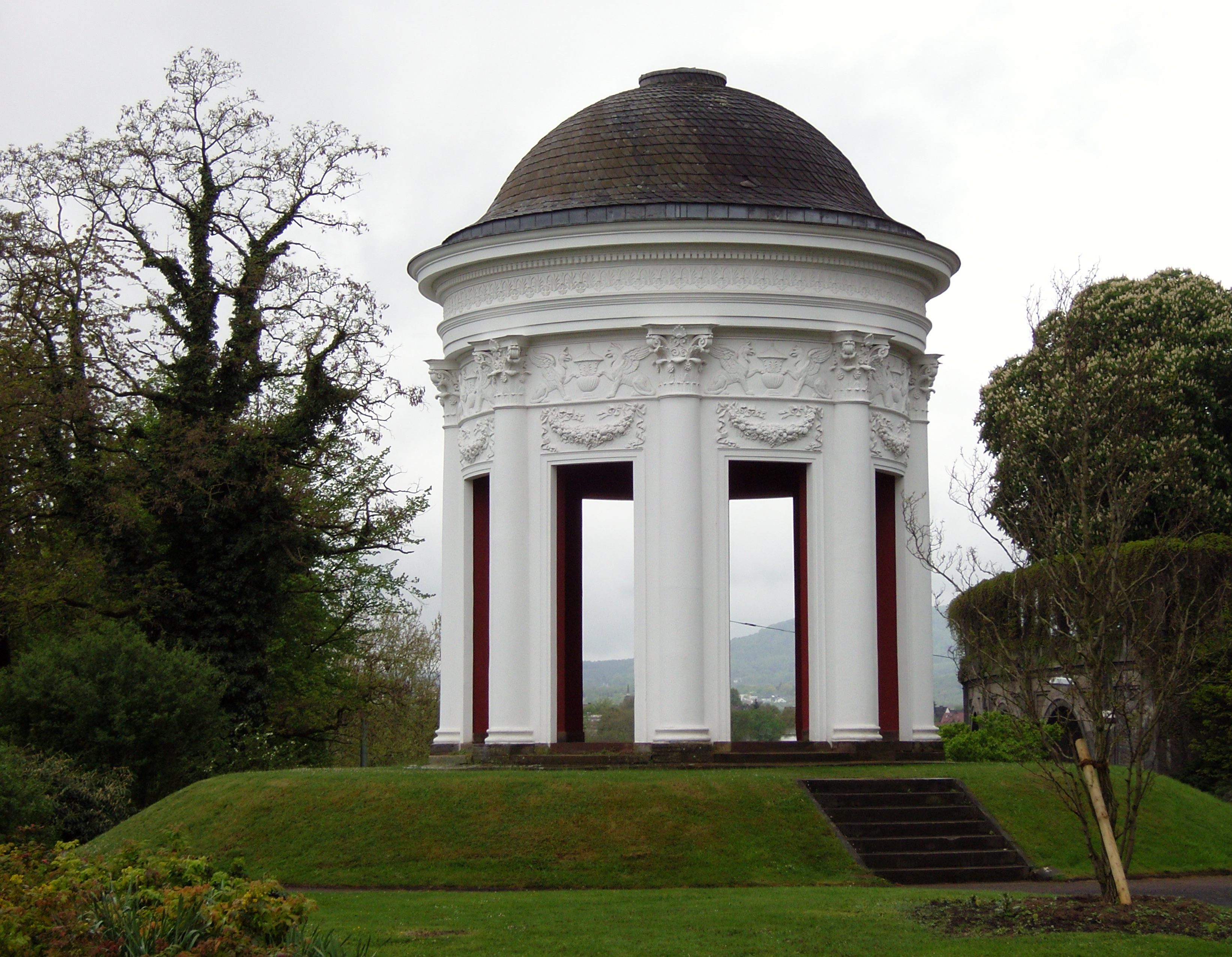
Der Frühstückspavillon

Der Frühstückspavillon ist ein historischer Staffagebau in der Kasseler Innenstadt am westlichen Ende der Schönen Aussicht. Das vor 1805 oder 1815 errichtete Gebäude ist der letzte Rest der Gartenanlage des Schlosses Bellevue, das nach dem Zweiten Weltkrieg bis auf das Palais Bellevue abgerissen wurde.

## Geschichte
Der Pavillon wurde unter Kurfürst Wilhelm I. als Blickpunkt am Ende des kleinen Schlossparks am damaligen Stadtrand errichtet. Ausführender Architekt war der spätere Kasseler Oberhofbaumeister Daniel Engelhard. Große Teile der Gartenanlage wurden bereits zu Anfang des 19. Jahrhunderts durch einen Marstall überbaut, dessen Platz heute von der Neuen Galerie eingenommen wird. Der Bereich des Gartens am Hang zur Karlsaue wurde im Zuge der Bundesgartenschau 1955 tiefgreifend umgestaltet.

## Baubeschreibung
Der klassizistische Rundtempel folgt der zeitgenössischen Mode des Empires. Die flachgewölbte Kuppelschale ruht auf acht Pfeilern mit vorgesetzten korinthischen Halbsäulen. Reiche Stuckaturen über den Portalen zeigen Greife unter Festons.

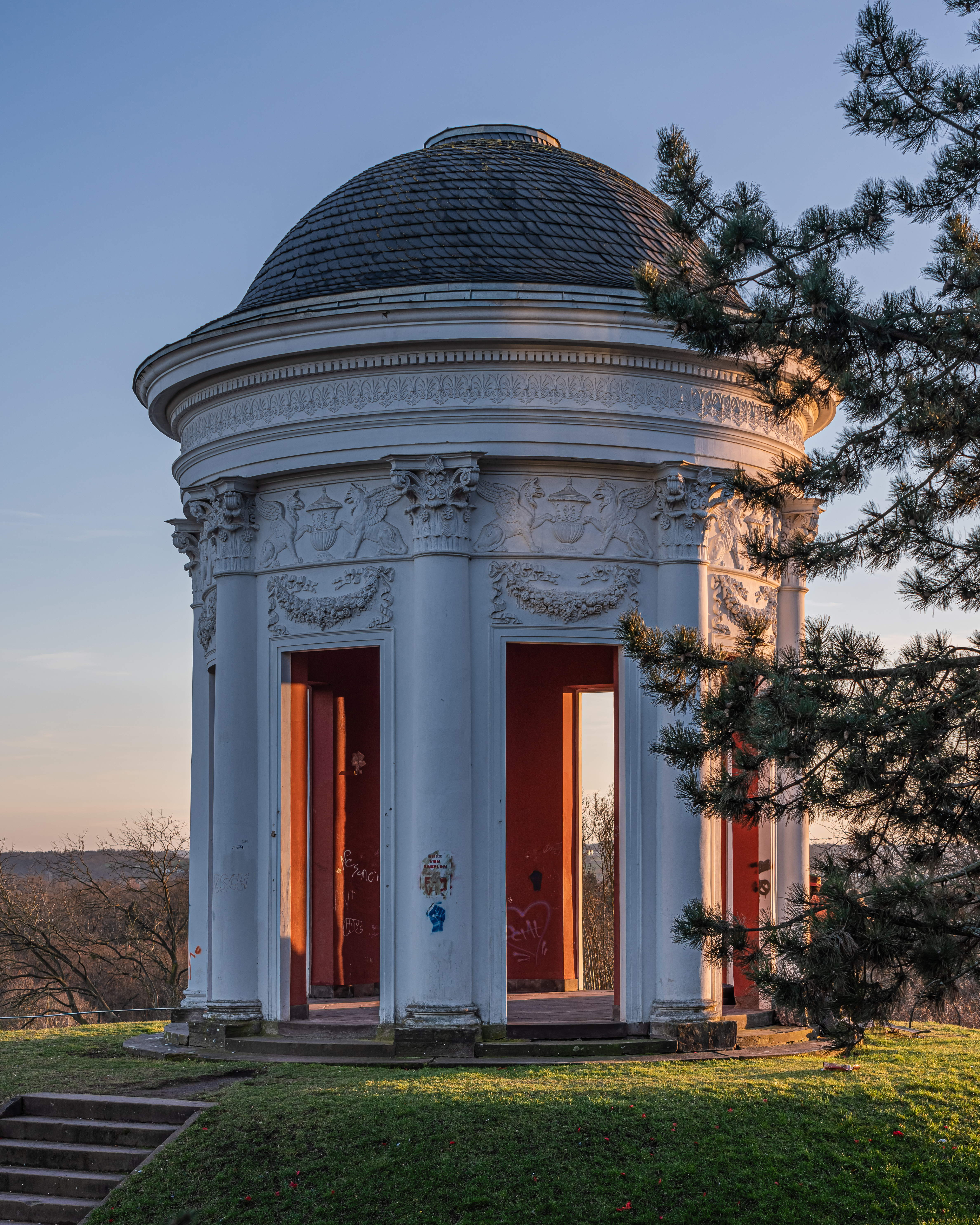
Ansicht bei Sonnenuntergang
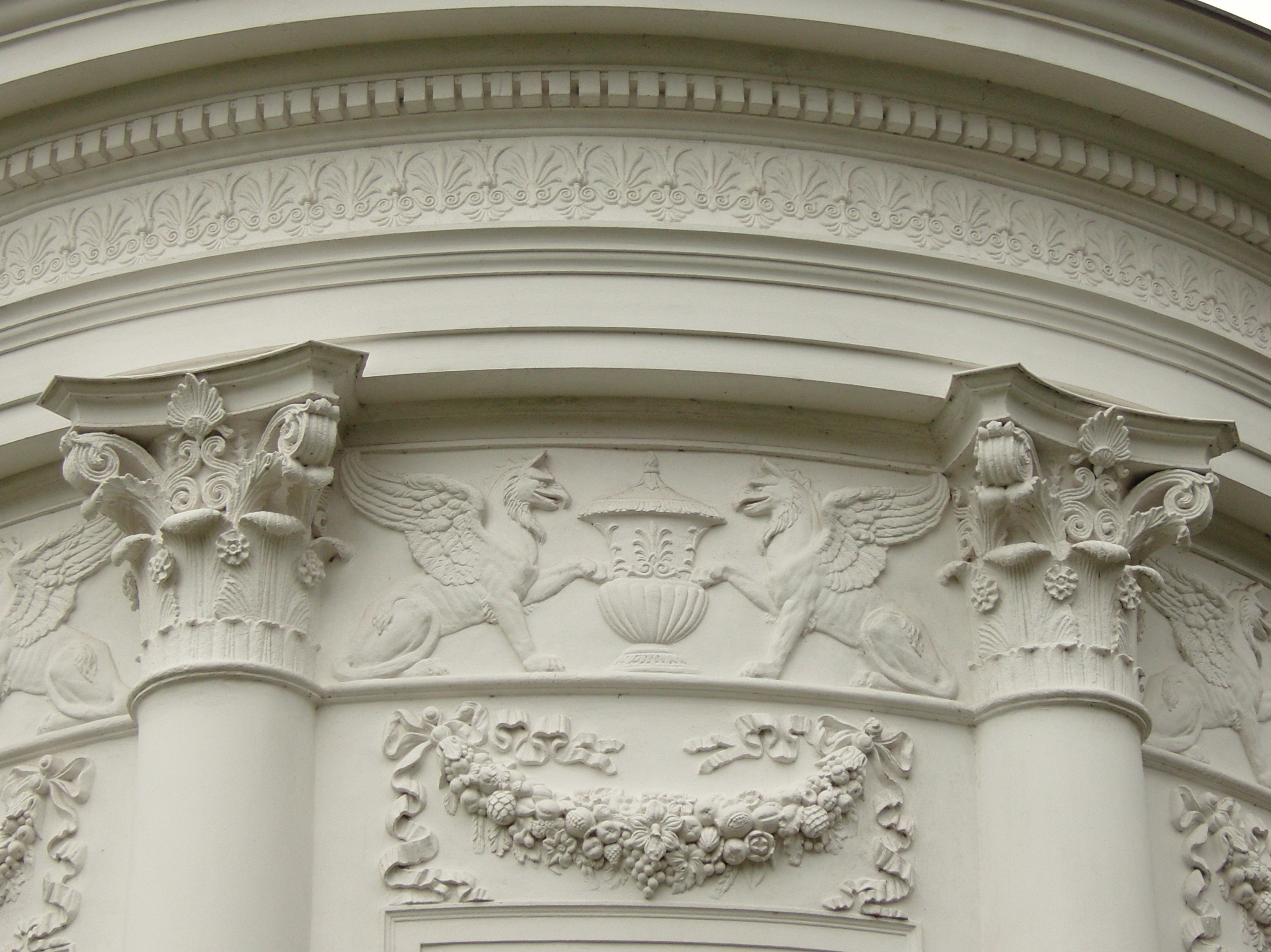
Detail der Bauplastik
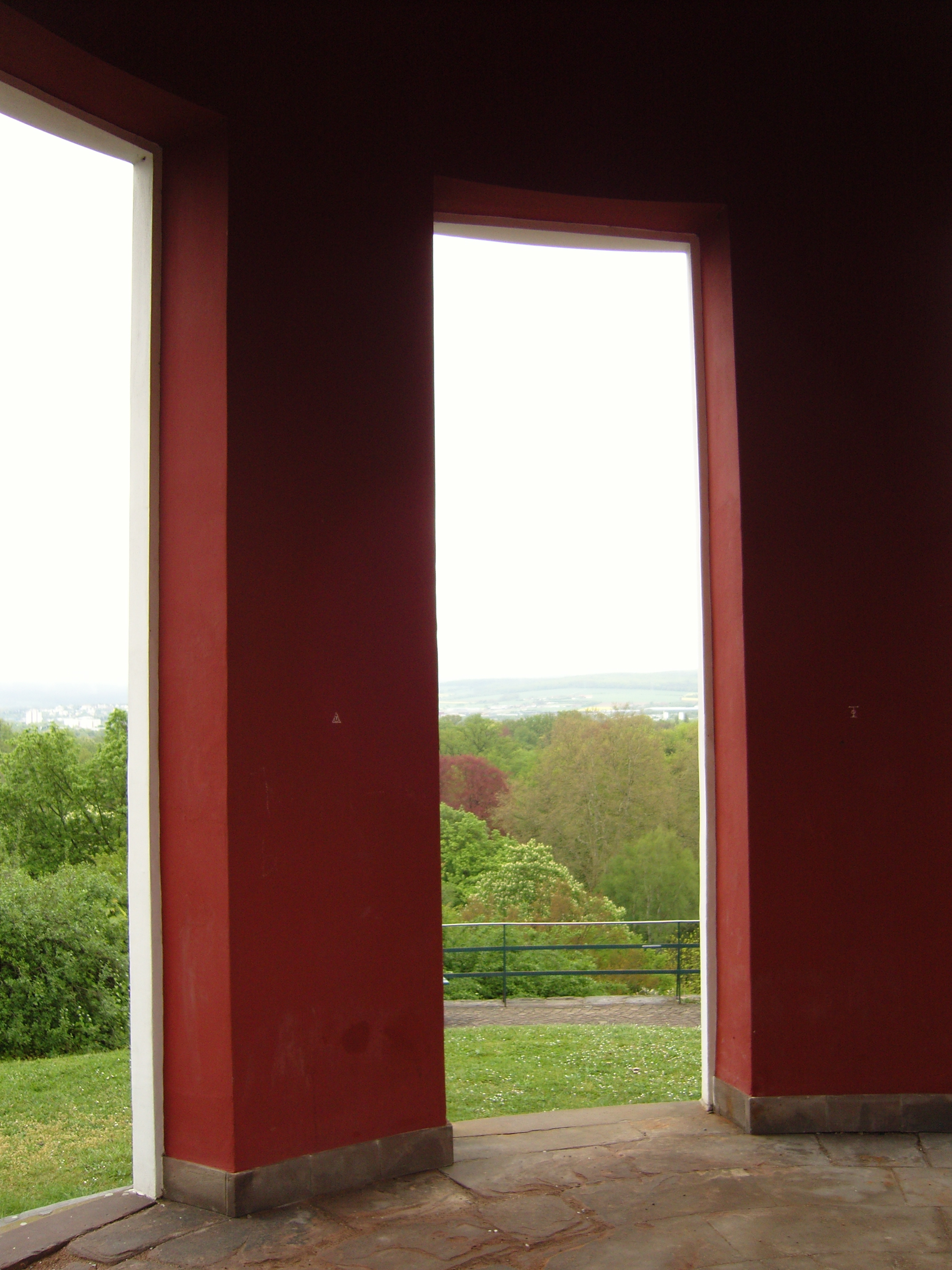
Blick aus dem Tempel über die Karlsaue